# Paulinho Guará
Paulinho Guará (Sete Lagoas, 1979. augusztus 29. –) brazil labdarúgócsatár.